# Roger Glover
Roger David Glover (n. Brecon, Gales, 30 de noviembre de 1945) es un bajista, tecladista, productor discográfico y compositor briánico. Glover es conocido por formar parte de los grupos de hard rock Deep Purple y Rainbow, y por haber creado el riff de "Maybe I'm a Leo" entre otros.

## Carrera temprana
A la edad de diez años, Glover se mudó con su familia a Londres, ciudad en la que se empezó a interesar por el rock and roll, por lo que comenzó a tocar la guitarra. En el instituto formó su primera banda, Madisons, junto con algunos amigos, y que se acabó por fusionar con otra banda llamada Episode Six, el grupo en el que figuraba el posterior compañero de Glover en Deep Purple, el vocalista Ian Gillan. Ambos dejaron esta banda en 1969 para unirse a Deep Purple.

## Deep Purple y carrera en solitario
Durante su estancia en Deep Purple grabó los discos más exitosos de la formación británica, entre los que se encuentran Deep Purple in Rock y Machine Head, antes de ser despedido por el guitarrista Ritchie Blackmore cuatro años después de su llegada. Posteriormente, se dedicó a producir álbumes de Judas Priest, Nazareth, Rory Gallagher, Status Quo, Ian Gillan Band o Elf y publicar su propio material en solitario.
En 1977 trabajó para David Coverdale y Whitesnake, y en 1978 se unió a Blackmore en su banda Rainbow, con los que grabó cinco álbumes. Desde 1984 pertenece de nuevo a Deep Purple después de su reformación ese mismo año y produjo los discos Perfect Strangers, The House of Blue Light, Slaves and Masters, The Battle Rages On... y Abandon.
Desde 2001 ha grabado nuevo material solista bajo el nombre de Roger Glover & The Guilty Party, con la cual ha editado los discos Snapshot en 2002, seguido por If Life Was Easy en 2011.

## Discografía

### Solitario
- The Butterfly Ball and the Grasshopper's Feast (1974)
- Elements (1978)
- Mask (1984)
- Accidentally on Purpose (1988, con Ian Gillan)
- Snapshot (2002)
- If Life Was Easy (2011) (grabado originalmente en 2007)

### Deep Purple
- Concerto for Group and Orchestra (1969)
- Deep Purple in Rock (1970)
- Fireball (1971)
- Machine Head (1972)
- Made in Japan (1972)
- Who Do We Think We Are (1973)
- Perfect Strangers (1984)
- The House of Blue Light (1987)
- Slaves and Masters (1990)
- The Battle Rages On... (1993)
- Purpendicular (1996)
- Abandon (1998)
- Bananas (2003)
- Rapture of the Deep (2005)
- Now What?! (2013)
- Infinite (2017)

### Rainbow
- Down to Earth (1979)
- Difficult to Cure (1981)
- Jealous Lover (EP, 1981)
- Straight Between the Eyes (1982)
- Bent Out of Shape (1983)
- Finyl Vinyl (1986)